# Datong (Taipeh)

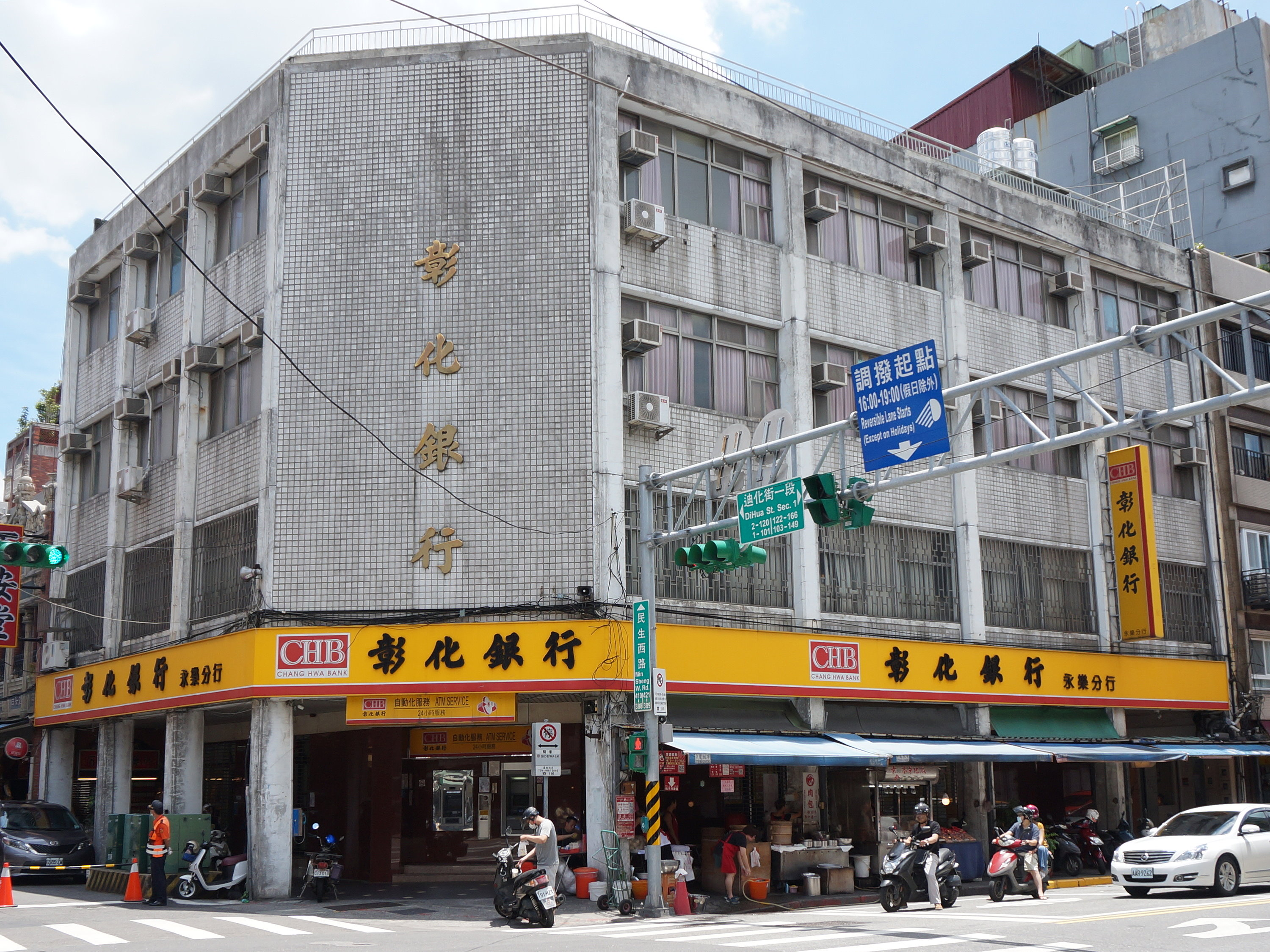
Dihua-Straße in Datong

Datong (chinesisch 大同區, Pinyin Dàtóng Qū) ist ein Stadtbezirk im Westen von Taipeh. Im Süden von Datong liegt Dadaocheng, eine der ersten Siedlungen im heutigen Taipeh. Mit einer Einwohnerzahl von ca. 130.000 Personen (2016) und einer Fläche von 5,68 km² ist Datong einer der kleinsten Stadtteile Taipehs.

## Überblick
Datong war in früherer Zeit ein wirtschaftlich wichtiger Stadtteil in Taipeh. Da Taipehs wirtschaftliches Zentrum nach Zhongzheng, Da’an und Xinyi gewandert ist, ist Datong heutzutage wirtschaftlich nicht mehr bedeutend. Heute ist der Bezirk vor allem touristisch für seine Architektur aus der japanischen Kolonialzeit und der Qing-Dynastie berühmt, besonders entlang der Dihua-Straße (迪化街). Weiterhin liegen der Konfuziustempel und der Bao’an-Tempel in Datong.